# Estero de la Bocana
Estero de la Bocana o simplemente La Bocana una localidad del estado mexicano de Baja California Sur. Es parte del municipio de Mulegé.

## Demografía
Según el Instituto Nacional de Estadística y Geografía, la localidad de La Bocana a 2020 contaba con una población de 1,013 habitantes, 4.5% más que la población del censo anterior (2010).
| Gráfica de evolución demográfica |
|                                  |

| Censo | Población |
| ----- | --------- |
| 1960  | 213       |
| 1970  | 211       |
| 1980  | 603       |
| 1990  | —         |
| 2000  | 1103      |
| 2010  | 967       |
| 2020  | 1 013     |